# Інформаційна загроза
Загроза (англ. threat) — будь-які обставини або події, що можуть бути причиною порушення політики безпеки інформації і/або нанесення збитків автоматизованій системі. Спробу реалізації загрози називають атакою.
Кіберзагроза — наявні та потенційно можливі явища і чинники, що створюють небезпеку життєво важливим національним інтересам держави у кіберпросторі, справляють негативний вплив на стан кібербезпеки держави, кібербезпеку та кіберзахист її об'єктів.

## Інформація
Загроза безпеці інформації (англ. security threat) — загрози викрадення, зміни або знищення інформації.
Бувають випадковими або навмисними.
У найзагальнішому випадку загрози проявляються такими шляхами:
- внаслідок дій зловмисників; спостереження за джерелами інформації;
- підслухування конфіденційних розмов людей і сигналів акустичних працюючих механізмів;
- перехоплення електричних, магнітних і електромагнітних полів, сигналів електричних і випромінювання радіоактивного;
- несанкціонованого розповсюдження матеріально-речовинних носіїв за межі контрольованої зони;
- розголошення інформації людьми, що володіють інформацією секретною або конфіденційною;
- втрати носіїв з інформацією (документів, носіїв машинних, зразків матеріалів і т. ін.);
- несанкціонованого розповсюдження інформації через поля і електричні сигнали, що випадково виникають в електричних і радіоелектронних приладах в результаті їхнього старіння, неякісного конструювання (виготовлення) та порушень правил експлуатації; * впливу стихійних сил, насамперед, вогню під час пожежі і води в ході гасіння пожежі та витоку води в аварійних трубах водопостачання;
- збоїв в роботі апаратури збирання, оброблення, зберігання і передавання інформації, викликаних її несправністю, а також ненавмисних помилок користувачів або обслуговчого персоналу;
- впливу потужних електромагнітних і електричних промислових і природних завад.

Загроза інформаційній безпеці (англ. information security threat) — сукупність умов і факторів, що створюють небезпеку життєво важливим інтересам особистості, суспільства і держави в інформаційній сфері. Основні загрози інформаційній безпеці можна
розділити на три групи:
- загрози впливу неякісної інформації (недостовірної, фальшивої, дезінформації) на особистість, суспільство, державу;
- загрози несанкціонованого і неправомірного впливу сторонніх осіб на інформацію і інформаційні ресурси (на виробництво інформації, інформаційні ресурси, на системи їхнього формування і використання);
- загрози інформаційним правам і свободам особистості (праву на виробництво, розповсюдження, пошук, одержання, передавання і використання інформації; праву на інтелектуальну власність на інформацію і речову власність на документовану інформацію; праву на особисту таємницю; праву на захист честі, гідності і т. ін.).